# Zdjęcie z krzyża (obraz Fra Angelica)
Zdjęcie z krzyża – obraz włoskiego malarza religijnego wczesnego renesansu, Fra Angelico.
Obraz (retabulum) jest częścią panelu ołtarzowego. Pierwotnie miał być namalowany w stylu gotyckim i zaczęty został przez innego artystę, Lorenza Monaco. Jego autorstwa są panele boczne oraz górne fragmenty dzieła. Prace przerwała śmierć malarza w 1425 roku. Ołtarz powstawał na zlecenie rodziny Strozzich, do ich kaplicy we florenckim kościele Santa Trinita. Fra Angelico podjął się dokończenia prac w latach trzydziestych XV w.    
Tematem obrazu jest zdjęcie z krzyża Chrystusa. Scena przedstawiona została pod centralnym łukiem, gdzie pięciu mężczyzn zdejmuje martwe ciało. Jednym z nich jest Jan Apostoł, który jedynie dotyka Jezusa. Ciało i rozpostarte ramiona Chrystusa wyznaczają przekątne obrazu.    
Z lewej strony malarz ukazał dziewięć kobiet, z których dwie klęczą. Są to Matka Boża w niebieskiej szacie z aureolą  na której jest wypisane jej imię oraz Maria Magdalena, która całuje stopy Jezusa.
Po prawej stronie stoi sześciu mężczyzn. Jeden z nich pokazuje koronę cierniową i trzy gwoździe, symbole ukrzyżowania. Przy krzyżu po prawej stronie klęczy w czerwonej tunice mężczyzna, który wraz z Magdaleną ma zachęcać widza do modlitwy. 
Wszystkie postacie stoją na kwiecistym dywanie, który jest charakterystycznym elementem dekoracyjnym dla malarstwa flandryjskiego. Nad postaciami widoczne jest pochmurne niebo, które łączy wszystkie trzy łuki obrazu. W tle widoczna jest Jerozolima przedstawiona w rzucie perspektywicznym.   
Obraz Zdjęcie z krzyża Fra Angelico jest uderzająco podobny do innego dzieła pod tym samym tytułem autorstwa Rogiera van der Weydena, powstałym w trzydziestych latach XV wieku. Prawdopodobnie Angelico widział je lub nawet jego kopia znajdowała się w księgozbiorze opactwa dominikańskiego, w którym przebywał.